# Platyceps sinai
Espèce
Synonymes
- Lytorhynchus sinai Schmidt & Marx, 1956
- Coluber sinai (Schmidt & Marx, 1956)

Statut de conservation UICN

 NT  : Quasi menacé
Platyceps sinai est une espèce de serpents de la famille des Colubridae.

## Répartition
Cette espèce se rencontre jusqu'à 1 600 m d'altitude, :
- au Sinaï en Égypte ;
- dans le sud-ouest de la Jordanie ;
- dans le sud-est de l'Israël.

## Description
Le paratype, la taille de lholotype, une femelle, n'est pas précisée dans la publication originale, de Coluber sinai, un juvénile, mesure 258 mm dont 66 mm pour la queue. Cette espèce présente sur le dos un motif composé de bandes transversales noires sur fond blanc. Sa face ventrale est uniformément claire.

## Étymologie
Son nom d'espèce lui a été donné en référence au Sinaï où elle a été découverte.

## Publication originale
- Schmidt & Marx, 1956 : The herpetology of Sinai. Fieldiana, vol. 39, no 4, p. 21-40 (texte intégral).